# Talitropsis sedilloti
Talitropsis sedilloti är en insektsart som beskrevs av Bolívar, I. 1882. Talitropsis sedilloti ingår i släktet Talitropsis och familjen grottvårtbitare. Inga underarter finns listade i Catalogue of Life.